# 클레이토스

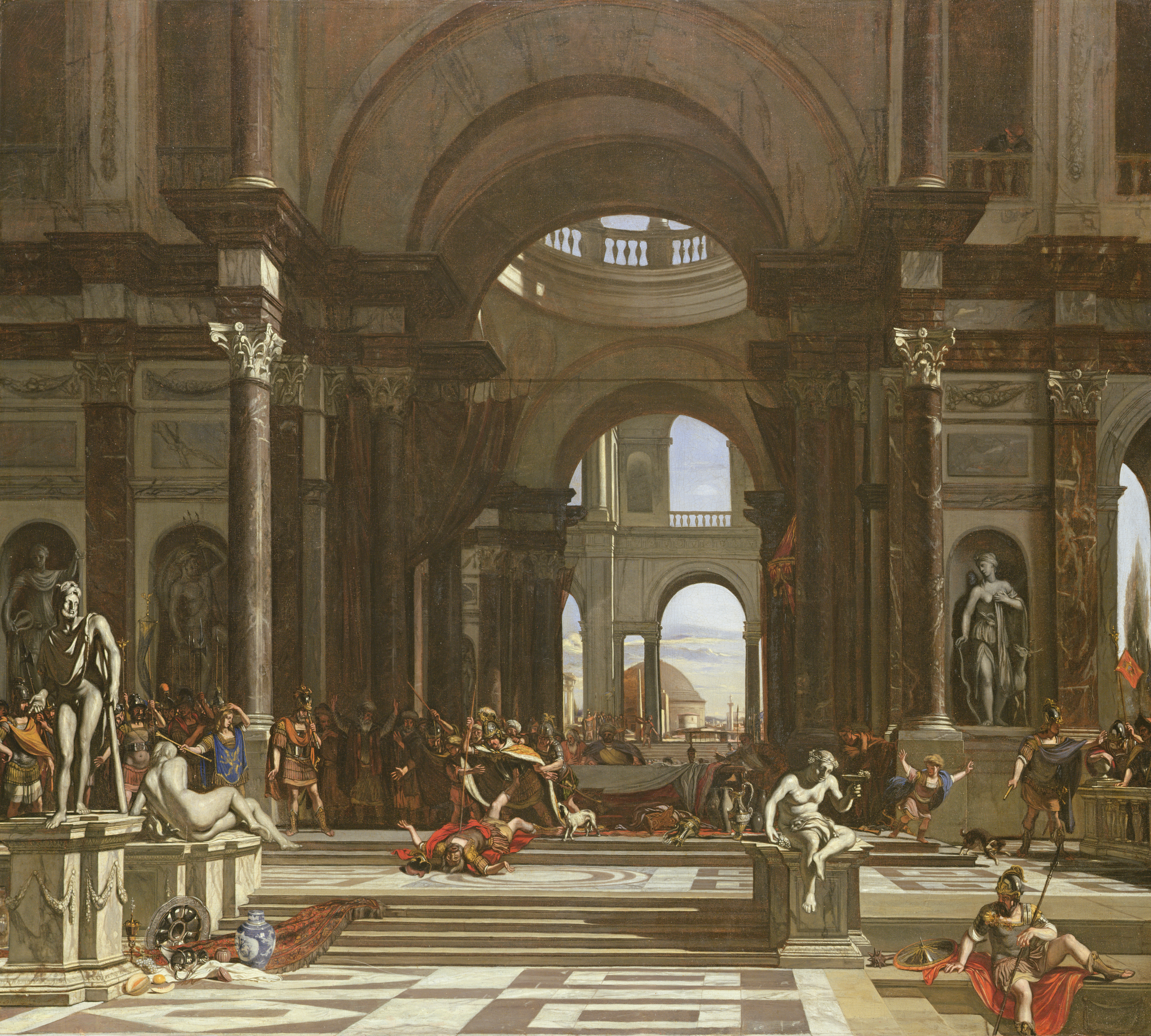
클레이스토스를 죽이는 알렉산더, 다니엘 데 블리크

클레이토스(고대 그리스어: Κλείτος, 라틴어: Kleitos, 기원전 4세기 전반 – 기원전 328년)는 고대 마케도니아 왕국의 무장으로, 알렉산더 3세의 친구, 측근 장교 중 한 명이다. 검은 피부를 하고 있었기 때문에 검은 클레이토스(고대 그리스어: Κλείτος ο Μέλας)라고 불린다. 옛날에는 근위대장으로 필리포스 2세를 섬겼었다.

## 생애
마케도니아 귀족 도로피데스의 아들이며, 알렉산더보다 나이가 많았던 것으로 알려져 있다. 누나인 라니케는 알렉산더의 유모였다.

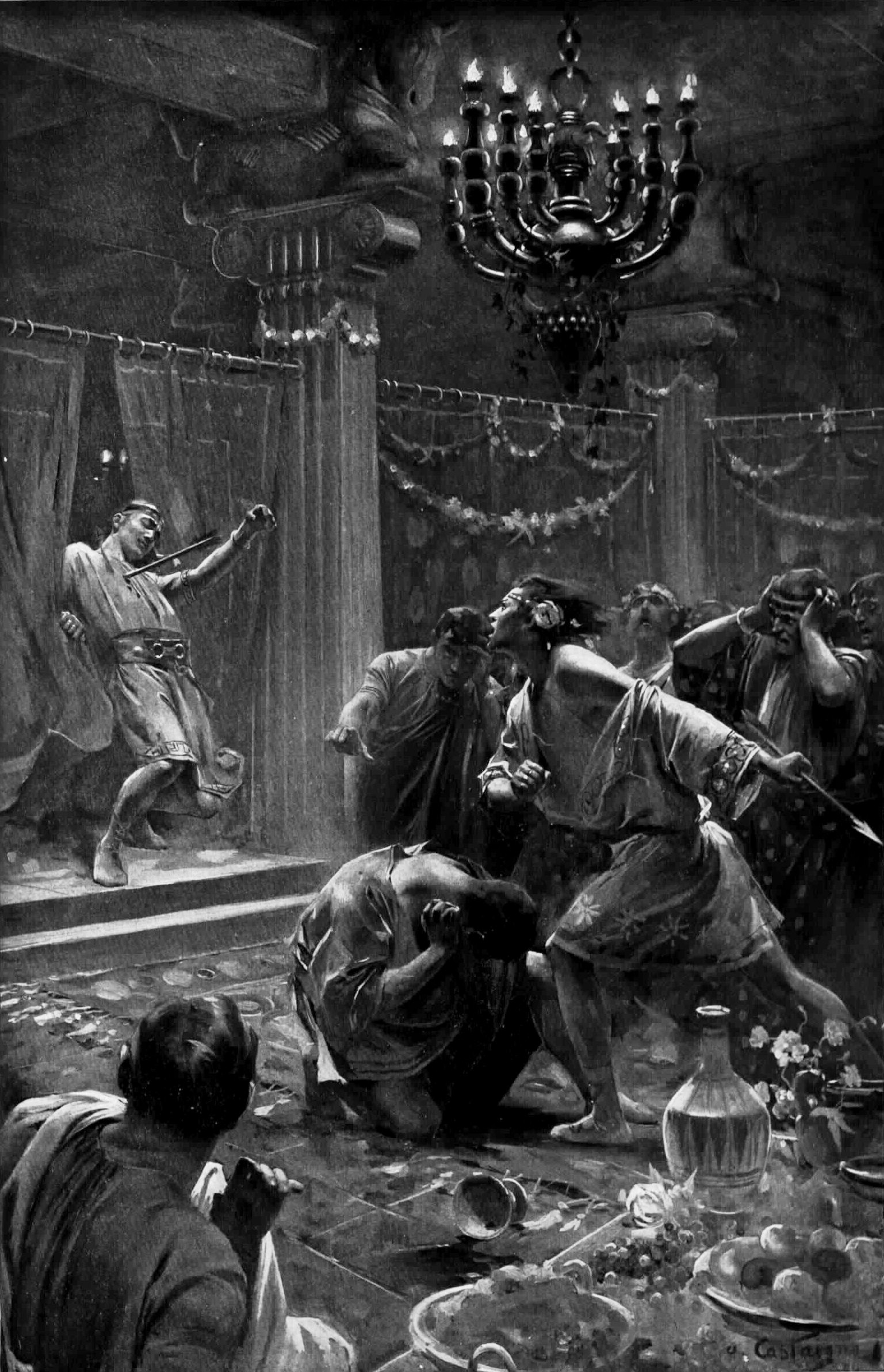
클레이토스를 죽이는 알렉산더, by 앙드레 카스티뉴 1898–1899

클레이토스는 알렉산더 3세에 의해 기병 친위대장에 임명되어, 그라니코스 전투에서 알렉산더 뒤에서 덤벼드는 페르시아의 무장 스피토리다테스의 팔을 베어 떨어뜨리고 왕의 생명을 구했다.
그 가우가멜라 전투에서 왕과 함께 기병대를 거느리고 적진에 돌입하였고, 필로타스의 처형으로 공석이 된 헤타이로이 기병대장에 헤파이스티온과 함께 임명되는 등 우수한 지휘관이었다. 그러나 전통적인 마케도니아 풍습을 존중하고 있었기 때문에, 페르시아 풍의 궁중의례를 도입하고, 이민족과의 융화를 중시하는 알렉산더의 정책에 이의를 제기하였고, 왕에 아부하는 신하들의 언동을 대놓고 비난했다.
기원전 328년에 소그디아나의 마라칸다(현재 사마르칸트)에서 페르시아의 박트리아 총독 아르타바조스가 노령으로 사임을 상신하자, 왕은 클레이토스를 후임으로 박트리아 총독으로 임명하고 축하 잔치를 열었다. 그러나 위와 같은 경위로 클레이토스와 알렉산더 사이에 이미 긴장 관계가 발생했기 때문에, 주연 석상에서 클레이토스는 왕과 동방정책을 둘러싼 논쟁을 벌였다. 술에 취한 왕은 클레이토스의 도발적인 언동에 격노하여 창을 던져 심장을 꿰뚫었다. 취기가 깬 알렉산더는 자신의 행위에 심한 충격을 받아 사흘 동안 방에 틀어박힌 채 통곡을 계속했다.